# Entrepreneurs du Monde
Entrepreneurs du Monde (em francês: Empresários do Mundo) é uma organização não-governamental francesa fundada em 1998 que opera em dez países na África Ocidental, Caribe e Ásia.
A organização apoia programas de microfinanciamento que têm uma forte orientação social, trabalhando com milhares de mulheres e homens em situação precária. Esse foco é baseado na promoção de suas capacidades empresariais, apoiando-os na determinação de desenvolver uma atividade econômica.

## História
O organismo foi criado em Colombes, Altos do Sena, França em junho de 1998 por seu diretor atual, Franck Renaudin.
Inicialmente a Entrepreneurs du Monde funcionou graças à contribuição voluntária de seus membros e apoiava programas já existentes nas Filipinas e na Índia. Em 2003, a atividade começou a desenvolver-se e o primeiro empregado permanente foi contratado. Em novembro do mesmo ano a sede foi transferida para Poitiers, França, num prédio que dividiam com a ONG Initiative et Développement (Iniciativa e Desenvolvimento). Em 2004 e 2005, a Initiative et Développement decidiu repassar seus programas de microfinanciamento no Benim, Gana e Haiti à Entrepreneurs du Monde.
Paralelamente, o organismo desenvolveu novos programas nas Filipinas (2005), Índia (2006), Camboja (2006), Vietnã (2007), Mongólia (2008) e também Burkina Faso (2008), e um acordo de seguimento técnico foi assinado na Birmânia com um programa de empréstimo rural na zona sul do país (2005).

## Marco sócio-econômico
A Entrepreneurs du Monde afirma ter apoiado 59 600 micro-empresários em 2009. Seu objetivo é apoiar ainda mais pessoas através de programas presentes em dez países em 2010, fornecendo os seguintes serviços:
1. Microcrédito, para financiar a criação ou o desenvolvimento de uma pequena atividade econômica,  em áreas urbanas ou rurais;
2. Micropoupança, para reforçar a capacidade das famílias à fortalecer suas finanças  e antecipar suas necessidades;
3. Microsseguro saúde[14], para reduzir a vulnerabilidade das famílias e preservar algum progresso econômico conseguido antes;
4. Desenvolvimento e formação sobre temas econômicos (orçamento familiar, cálculo do lucro, etc.); capacitações sobre temas sociais (prevenção da malária, relações sexuais, etc.); aptidões vocacionais (cozinha, cosmética, cabeleireiro, manicure, etc.)[15];
5. Permanências sociais: em agências urbanas, em trabalhador social fornece aos microempresários necessitados com  serviços de aconselhamento e refere-os a organismos especializados para um apoio mais aprofundado;
6. Empreendedorismo social: para promover certas atividades que possam ter, de um lado um impacto social e de outro economicamente viável. Muitas atividades são inovadoras e podem ter um impacto na saúde (produção de espirulina, leite de cavalo e carabao), na habitação (construção de casas usando a tecnologia Nubian para tetos, fabrico de tijolos de papel para energia para cozinhar) ou no meio-ambiente (fogões melhorados). A Entrepreneurs du Monde tenta focar a sua contribuição na estruturação de cadeias econômicas[3].

| País           | Organização Parceira                                                            | Cidade                  |
| -------------- | ------------------------------------------------------------------------------- | ----------------------- |
| Benim          | Association de Lutte pour la promotion des Initiatives de Développement (ALIDé) | Cotonou                 |
| Burquina Fasso | Association Inter Instituts "Ensemble et Avec" (AsIEnA)                         | Ouagadougou             |
| Burquina Fasso | Laafi Sira Kwieogo (LSK)                                                        | Ouagadougou             |
| Burquina Fasso | Micro Start                                                                     | Ouagadougou             |
| Camboja        | Chamroeun                                                                       | Phnom Penh              |
| Camboja        | Sovann Phoum                                                                    | Phnom Penh              |
| Gana           | Initiative Development Ghana                                                    | Acra                    |
| Gana           | Village Exchange Ghana                                                          | Ho                      |
| Haiti          | Initiative de Développement par la Microfinance                                 | Porto Príncipe, Cabaret |
| Índia          | Navnirman Community Resource Center (NCRC)                                      | Calcutá                 |
| Mongólia       | Gumi                                                                            | Khishig-Öndör           |
| Myanmar        | Yadana Suboo                                                                    | Kanbauk                 |
| Filipinas      | Gabay Buhay                                                                     | Manila                  |
| Filipinas      | Inner City Development Corporation (ICDC)                                       | Manila                  |
| Filipinas      | SEED                                                                            | Cavite                  |
| Filipinas      | Space                                                                           | Manila                  |
| Filipinas      | Uplift Philippines                                                              | Manila                  |
| Vietname       | Chi Em                                                                          | Dien Bien Phu           |

## Estrutura e Financiamento
A Entrepreneurs du Monde é uma organização registrada sob o Pacto de Associação de 1901 da lei francesa. É um organismo sem objetivos lucrativos, empregando 10 pessoas permanentemente em dezembro de 2009 e 3 voluntários baseados na sede em Poitiers e diferentes programas no Burkina Faso, Camboja, Gana, Índia, Filipinas e Vietnã.
A Entrepreneurs du Monde é financiada por fontes privadas (principalmente pessoas físicas e fundações) e também públicas, a primeira sendo a Agência Francesa de Fomento (Agence française de développement ou AFD).